# 美国哲学协会
美国哲学协会（American Philosophical Association；APA）是一个美国哲学專業協會，成立于1900年，有东部、中部和太平洋三个分会，目的是促进哲学家之间的思想交流和鼓励哲学领域的学术进步和活动。它负责颁发美国哲学协会图书奖（American Philosophical Association Book Prize）、洛克菲勒奖（Rockefeller Prize）等多个奖项。 